# دوين بيلي
دوين بيلي (بالإنجليزية: Duane Bailey)‏ مواليد 28 أكتوبر 1991 في أوكلاند، هو لاعب كرة سلة نيوزلندي. بدأ مسيرته الاحترافية في سنة 2011. يلعب مع ساوثلاند شاركز في الدوري النيوزيلندي لكرة السلة. يحمل الرقم 7.

## المسيرة الاحترافية
لعب مع ماناواتو جيتز في سنة 2011، ثم لعب مع سوبر سيتي رينجرز في سنة 2013، ثم لعب مع نيو زيلاند بريكرز في الدوري الأسترالي من سنة 2013 إلى 2016، ثم لعب مع ساوثلاند شاركز في سنة 2015، ثم لعب مع بليموث رايدرز في موسم 2015–16.